# Hans Bielenstein
Hans Henrik August Bielenstein (Estocolmo, 8 de abril de 1920 − Nueva York, 8 de marzo de 2015) fue un sinólogo sueco y profesor emérito de la Universidad de Columbia especializado en la Dinastía Han.

## Biografía
Hans Henrik August Bielenstein nació el 8 de abril de 1920 en Estocolmo. Después de formarse en Estocolmo, se alistó a los Cuerpos de Voluntarios suecos y luchó contra los rusos en Laponia en la Guerra de Invierno. A su vuelta, entró en el Regimiento de la Guardia sueca.
En 1945, decide volcarse en el estudio de la historia de China y se gradúa con matrícula en sinología En la Universidad de Estocolmo. Estudió historia y estudios orientales bajo el tutelaje del renombrado Bernhard Karlgren. Consiguió su máster en 1945 y su licenciatura en 1947.
Durante todo el año 1952 fue investigador en la Universidad de Berkeley. Posteriormente, Bielenstein fue nombrado jefe de la Escuela de Lenguas Orientales en la Universidad de Canberra, Australia (desde 1960 parte de la Universidad Nacional Australiana). Bielenstein fue el primer profesor del lenguaje de toda Australia. Como jefe de la Escuela de Estudios Orientales, formó departamenteos de lengua, literatura e historia de chino, japonés, Sudeste asiático e hindú.
En 1961, se trasladó a la Universidad de Columbia en Nueva York. Desde 1969 hasta 1977 fue jefe del Departamento de las lenguas y cultura del Este Asiático.
Obtuvo la beca Guggenheim en 1967-1968 y se convirtió en miembro correspondiente de la  Real Academia de Literatura, Historia y Antigüedad de Suecia en 1980, y fue nombrado para la Cátedra Decano lung de chino en la Universidad de Columbia en 1985. De 1994 a 1995, fue el Maestro de Gran Logia de Nueva York. 
Muchos de los libros y artículos de Bielenstein se centran en la historiografía, historia y demografía china. Su área se concentrada en la administración y la historia económica de los primeros siglos de China imperial, especialmente desde la Dinastía Han hasta la Dinastía Song. Junto con las obras de Michael Loewe, Bureaucracy of Han Times (1980) de Bielenstein es una de las obras en inglés más importantes sobre el gobierno de la dinastía Han. Murió en la ciudad de Nueva York el 8 de marzo de 2015. Siguió siendo ciudadano sueco hasta su muerte.

## Obras seleccionadas
- «The Restoration of the Han Dynasty, with Prolegomena on the Historiography of the Hou Han Shu». Bulletin of the Museum of Far Eastern Antiquities (Stockholm). 4 vols. BMFEA 26: 1–209. 1954; 31: 1–287. 1959; 39:1–198. 1967; 51: 1–300. 1979.
- Bielenstein, Hans; Sivin, Nathan (April–June 1977). «Further comments on the use of statistics in the study of Han Dynasty portents». Journal of the American Oriental Society 97 (2): 185-187. JSTOR 599008. doi:10.2307/599008. Co-authored with Nathan Sivin.
- The Bureaucracy of Han Times. Cambridge: Cambridge University Press. 1980. ISBN 978-0-521-22510-6.
- Diplomacy and Trade in the Chinese World, 589–1276. Leiden: Brill. 2005. ISBN 90-04-14416-1.